# Pseudagrion simile
Pseudagrion simile là một loài chuồn chuồn kim trong họ Coenagrionidae.
Pseudagrion simile được miêu tả khoa học năm 1951 bởi Schmidt.